# Al Wefaq

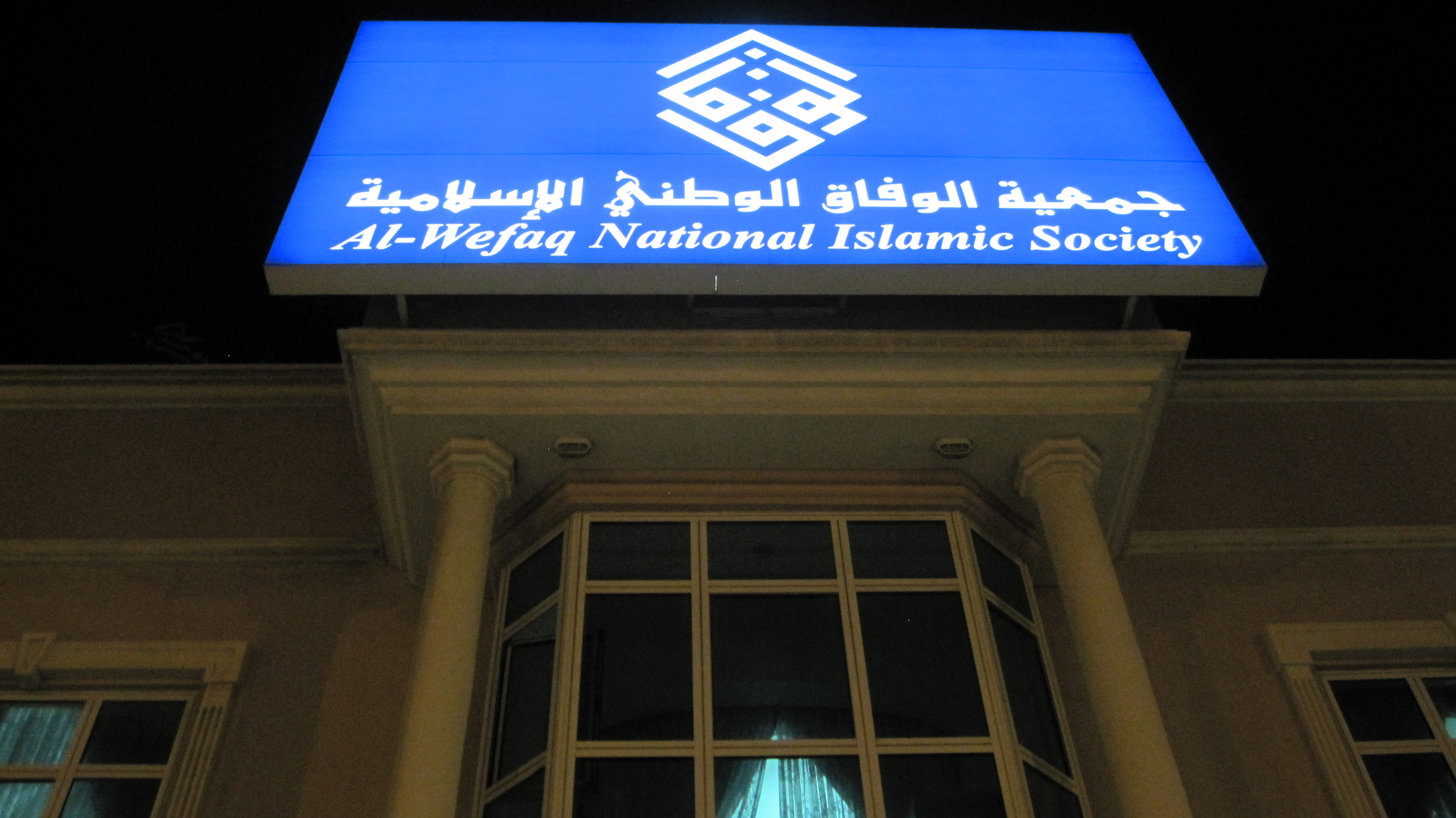
Asociación al wefaq

Al Wefaq: La Sociedad Islámica Nacional Al Wefaq (en árabe: جمعية الوفاق الوطني الإسلامية; transliterado: al-Jam'īyat Wifaq al-Watani al-Islamiya), también conocido como el Acuerdo de Asociación Nacional Islámico es un partido/sociedad político de Baréin, y es el mayor partido en el país, tanto en la membresía como en los resultados en las urnas. Su partidismo en el parlamento de Baréin, sin embargo, está limitada por la reunión de los partidos minoritarios suníes y los parlamentarios independientes en bloques de la oposición.
Su orientación política es chiita y está dirigida por un clérigo, el jeque Ali Salman. El próximo partido es un cuerpo clerical chiita de Baréin, la Junta Escolar Islámica, que describe Al Wefaq como el "Bloque de los Fieles" . En 2006 el partido declarado, que cuenta con unos 1.500 miembros activos en todo Baréin.

## Historia
Muchos de los líderes de Al Wefaq regresaron a Baréin como parte del proceso de reforma iniciado por el rey Hamad cuando heredó el trono y perdonó a todos los activistas políticos de la agitación política de la década de 1990. Su liderazgo apoyaron la Carta por el rey Hamad de reformas políticas después rey aseguró al clero de la oposición, de una declaración firmada de que solo el parlamento elegido tendría poder legislativo en la cámara, a lo dispuesto por la Constitución de 1973.
Sin embargo, los líderes de Al Wefaq retiraron su apoyo al régimen en el poder después de la promulgación de la Constitución de 2002, que una cámara sería nombrado directamente por el rey, y compartiría el poder legislativo con la otra cámara, es decir, el elegido. El Al Wefaq boicoteó las elecciones parlamentarias en 2002, con otras tres sociedades políticas: el ex maoístas, la Sociedad Nacional de Acción Democrática; el pro-Baath, de Saddam Hussein, la Manifestación de Nacional-Democrático de la Sociedad y la Sociedad de Acción Islámica. Sin embargo, Al-Wefaq ha llamado a los candidatos a las elecciones municipales de ese año.
El subsecretario estadounidense de Estado para Democracia, Derechos Humanos y Trabajo, Tom Malinowski, en una visita a Baréin en julio de 2014 se le ordenó abandonar el país después de reunirse con los miembros de Al-Wefaq. Los Estados Unidos de América emitieron una declaración reafirmando su apoyo a Baréin, pero mantuvo que era normal protocolo diplomático de sus representantes se reúnan con los partidos de la oposición. 

### Retirada del bloque parlamento en 2011
El 18 de febrero de 2011, Al Wefaq sacó su bloque parlamento que consta de 18 diputados de un total de 40 diputados siguientes a la muerte de dos manifestantes por la policía de Baréin durante el levantamiento de Baréin.

## Organización
- Conferencia General

El órgano regulador que tiene la autoridad suprema, y modifica el estatuto, y elige al Secretario General, su adjunto, y los miembros del Consejo Consultivo, y el tribunal arbitral. 
- Secretaría General

Es el órgano ejecutivo de la sociedad que se encarga de hacer las políticas, planes y directrices políticas y su ejecución, y la toma de decisiones sobre las cuestiones de actualidad a menos que requiere una decisión que debe tomarse por la Conferencia General. 
El secretario general actual es Shaikh Ali Salman.
- Tribunal Arbitral

Es un consejo, que resuelve las disputas y los desacuerdos relacionados con las actividades internas de la sociedad.
- Consejo Consultivo

Su responsabilidad es la de supervisar y evaluar el desempeño de la Secretaría General y para dar opiniones acerca de los niveles de rendimiento. 
- Actividades de Finanzas

Se afirma en el estatuto de la sociedad lo siguiente como medio de financiación aceptable por la ley:

## Cuotas anuales de membresía
- Las ganancias y los beneficios derivados de la inversión de sus fondos.
- Becas del Estado
- Donaciones y contribuciones
- Por encima de todo esto, Al Wefaq ha tomado una decisión antes de 2006 elecciones mandatos todos sus parlamentarios para contribuir el 20% del sueldo base hacia la sociedad. Sueldo base para los diputados es de 2000 BHD por mes por lo tanto la contribución anual a los diputados cantidad sociedad es $ 230.000 que forma la porción más grande del presupuesto de la sociedad.

## Subsidiarios
Centro Juvenil DE Baherein 
Siendo el ala juvenil de la sociedad, el centro se ocupa de las cuestiones de la generación de jóvenes relacionados con la política, los asuntos sociales y estudiantiles. Cuando se estableció, el primer presidente fue Matar Matar, que últimamente se convirtió en diputado por Al Wefaq. 

## Presencia en el país
- Hamad Town
- al Zinj
- al Gufool

## Enlaces
- Al Wefaq en inglés
- Al Wefaq en portugués

- Datos: Q1800818
- Multimedia: Al Wefaq National Islamic Society / Q1800818